# Specie di Uloboridae
Di seguito vengono descritte tutte le 271 specie della famiglia di ragni Uloboridae note a giugno 2014.

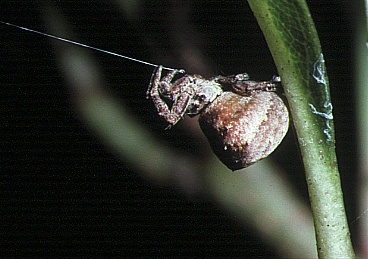
Hyptiotes affinis, femmina

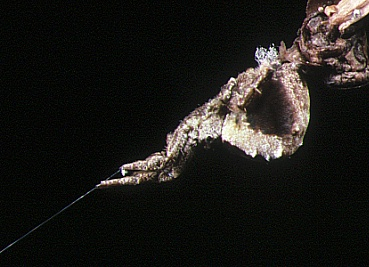
Hyptiotes affinis, femmina

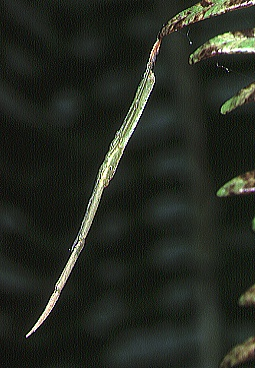
Miagrammopes oblongus, femmina

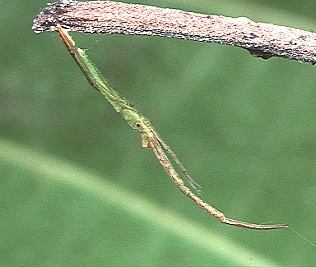
Miagrammopes oblungus, maschio

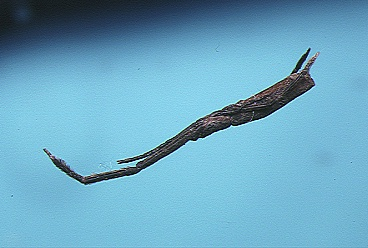
Miagrammopes orientalis, femmina

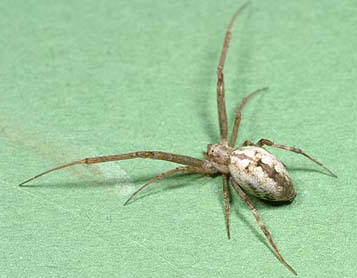
Octonoba grandiprojecta, femmina

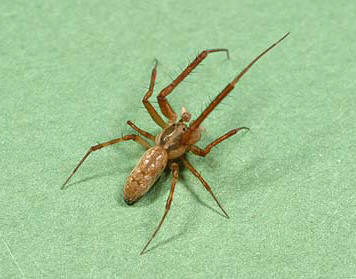
Octonoba grandiprojecta, maschio

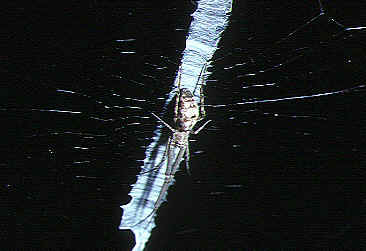
Octonoba okinawensis, femmina con ragnatela

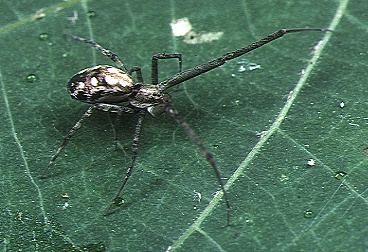
Octonoba okinawensis, femmina

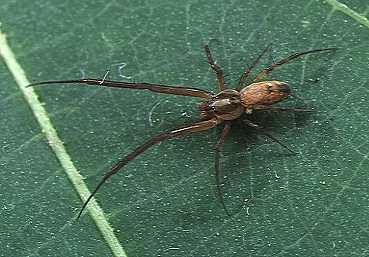
Octonoba okinawensis, maschio

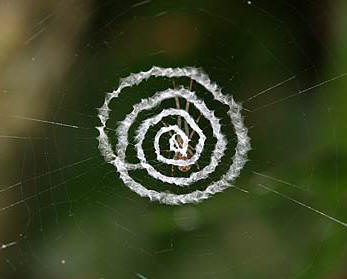
Octonoba tanakai, femmina con ragnatela

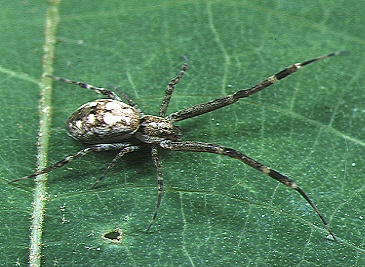
Octonoba yaeyamensis, femmina

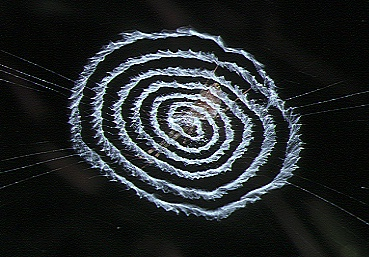
Octonoba yaeyamensis, ragnatela

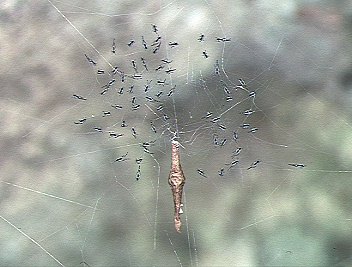
Octonoba yaeyamensis, piccoli

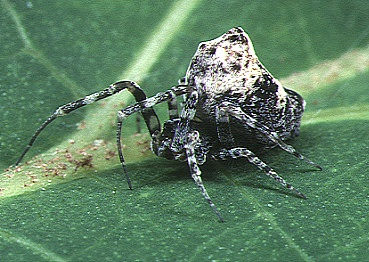
Philoponella prominens, femmina

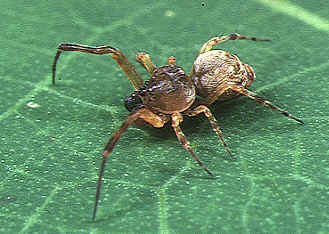
Philoponella prominens, maschio

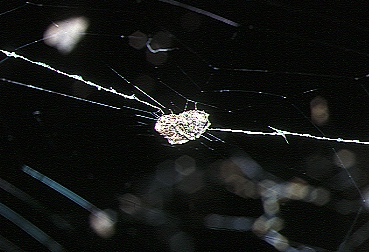
Philoponella prominens, ragnatela

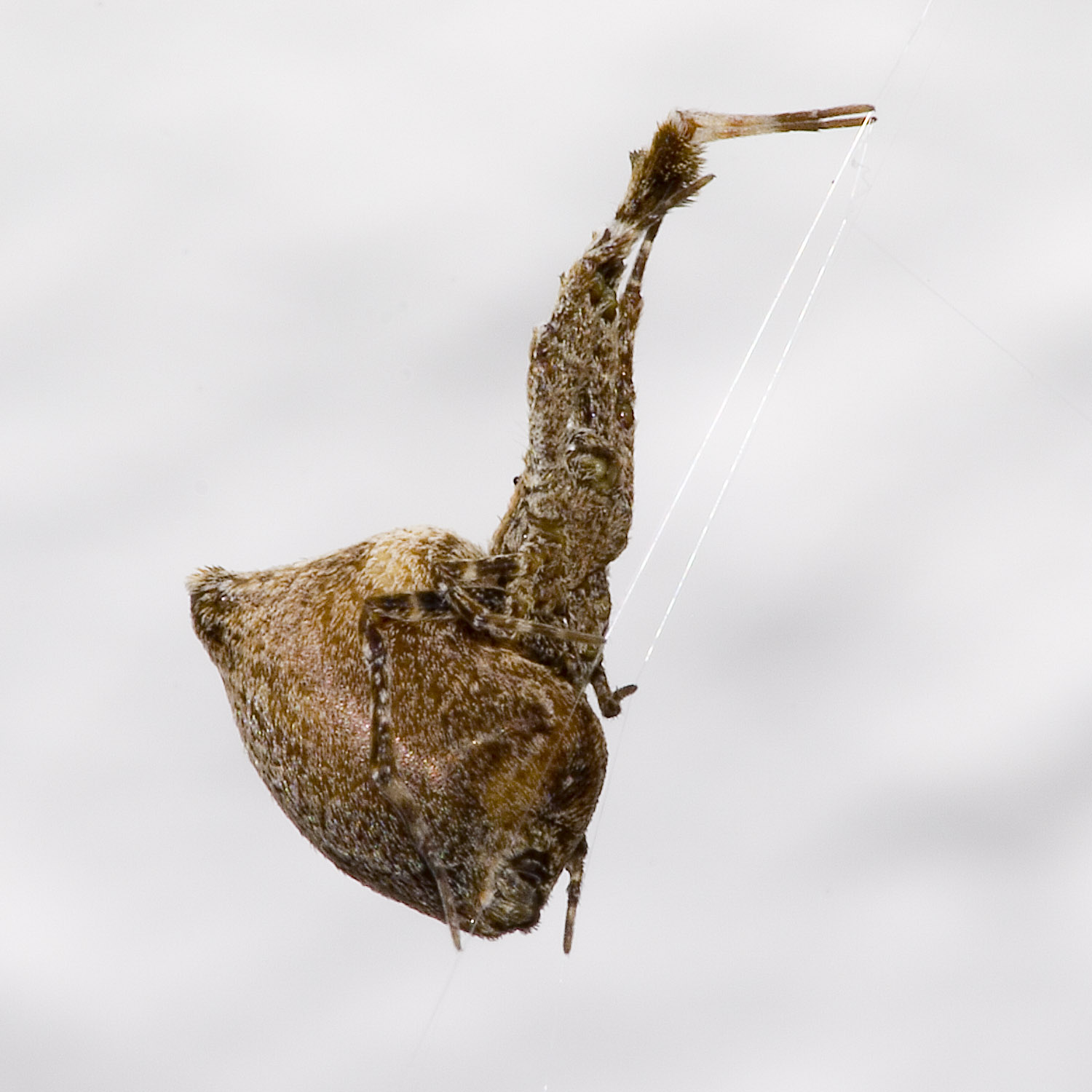
Uloborus plumipes

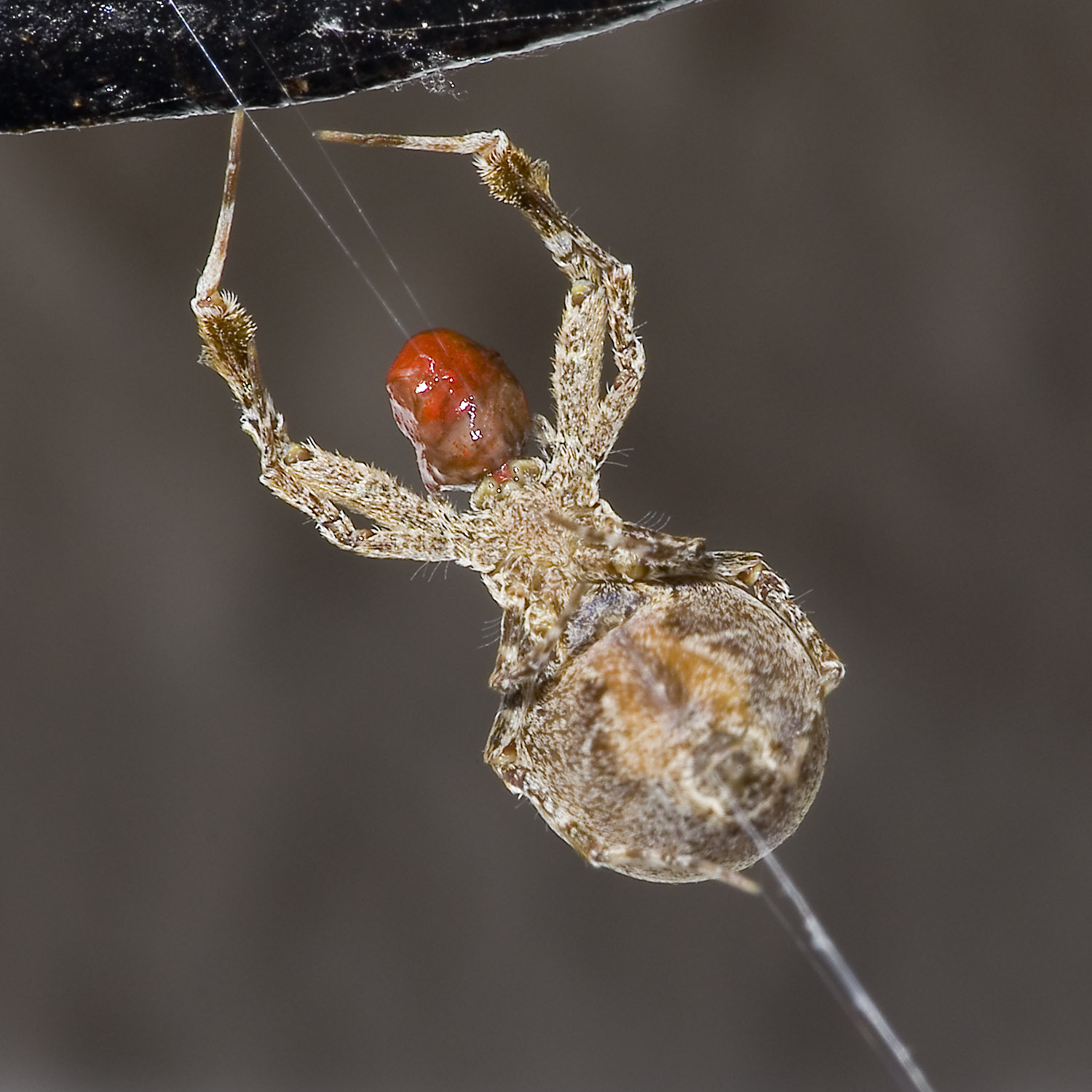
Uloborus plumipes, parte ventrale

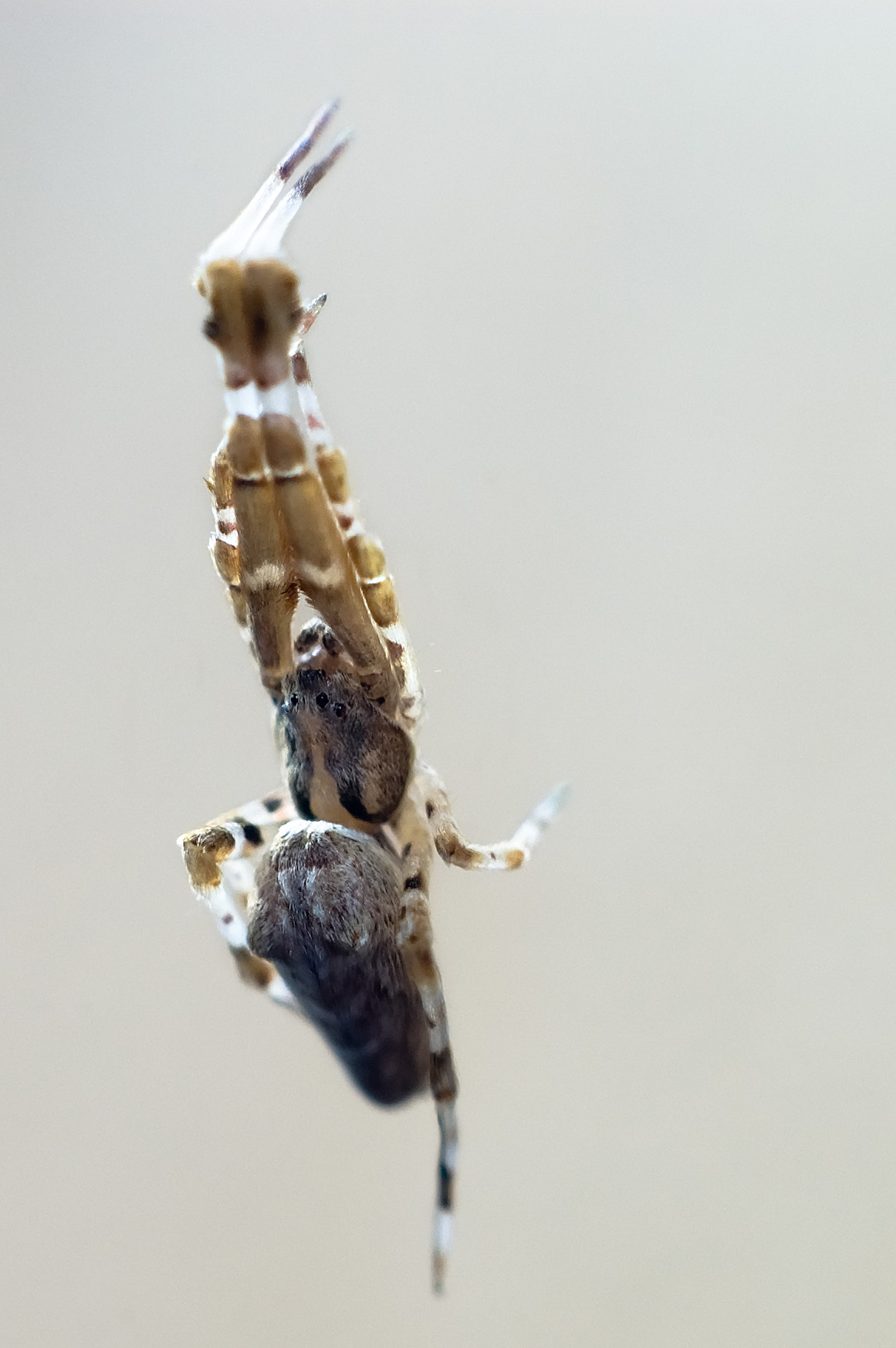
Uloborus walckenaerius

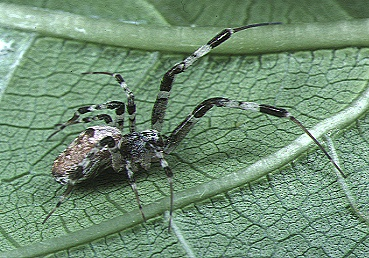
Zosis geniculata, femmina

## Ariston
Ariston O. P.-Cambridge, 1896
- Ariston albicans O. P.-Cambridge, 1896 — dal Messico a Panama
- Ariston aristus Opell, 1979 — Panama
- Ariston mazolus Opell, 1979 — Messico
- Ariston reticens Gertsch & Davis, 1942 — Messico

## Astavakra
Astavakra Lehtinen, 1967
- Astavakra sexmucronata (Simon, 1893) — Filippine

## Conifaber
Conifaber Opell, 1982
- Conifaber guarani Grismado, 2004 — Paraguay, Argentina
- Conifaber parvus Opell, 1982 — Colombia
- Conifaber yasi Grismado, 2004 — Argentina

## Daramulunia
Daramulunia Lehtinen, 1967
- Daramulunia gibbosa (L. Koch, 1872) — Isole Samoa
- Daramulunia tenella (L. Koch, 1872) — Nuove Ebridi, Isole Figi, Isole Samoa

## Hyptiotes
Hyptiotes Walckenaer, 1837
- Hyptiotes affinis Bösenberg & Strand, 1906 — Cina, Corea, Taiwan, Giappone
- Hyptiotes akermani Wiehle, 1964 — Sudafrica
- Hyptiotes analis Simon, 1892 — Sri Lanka
- Hyptiotes cavatus (Hentz, 1847) — USA, Canada
- Hyptiotes dentatus Wunderlich, 2008 — Francia
- Hyptiotes fabaceus Dong, Zhu & Yoshida, 2005 — Cina
- Hyptiotes flavidus (Blackwall, 1862) — Mediterraneo
- Hyptiotes gertschi Chamberlin & Ivie, 1935 — USA, Canada, Alaska
- Hyptiotes himalayensis Tikader, 1981 — India
- Hyptiotes indicus Simon, 1905 — India
- Hyptiotes paradoxus (C. L. Koch, 1834) — Regione paleartica
- Hyptiotes puebla Muma & Gertsch, 1964 — USA
- Hyptiotes solanus Dong, Zhu & Yoshida, 2005 — Cina
- Hyptiotes tehama Muma & Gertsch, 1964 — USA
- Hyptiotes xinlongensis Liu, Wang & Peng, 1991 — Cina

## Lubinella
Lubinella Opell, 1984
- Lubinella morobensis Opell, 1984 — Nuova Guinea

## Miagrammopes
Miagrammopes O. P.-Cambridge, 1870
- Miagrammopes albocinctus Simon, 1892 — Venezuela
- Miagrammopes alboguttatus F. O. P.-Cambridge, 1902 — dal Guatemala a Panama
- Miagrammopes albomaculatus Thorell, 1891 — Isole Nicobare
- Miagrammopes animotus Chickering, 1968 — Portorico
- Miagrammopes aspinatus Chickering, 1968 — Panama
- Miagrammopes auriventer Schenkel, 1953 — Venezuela
- Miagrammopes bambusicola Simon, 1893 — Venezuela
- Miagrammopes bifurcatus Dong et al., 2004 — Cina
- Miagrammopes birabeni Mello-Leitão, 1945 — Argentina
- Miagrammopes biroi Kulczynski, 1908 — Nuova Guinea
- Miagrammopes bradleyi O. P.-Cambridge, 1874 — Nuovo Galles del Sud
- Miagrammopes brasiliensis Roewer, 1951 — Brasile
- Miagrammopes brevicaudus O. P.-Cambridge, 1882 — Sudafrica
- Miagrammopes brevior Kulczynski, 1908 — Nuova Guinea
- Miagrammopes brooksptensis Barrion & Litsinger, 1995 — Filippine
- Miagrammopes cambridgei Thorell, 1887 — Myanmar, Sumatra
- Miagrammopes caudatus Keyserling, 1890 — Queensland
- Miagrammopes ciliatus Petrunkevitch, 1926 — Portorico, Isola Saint Vincent (Piccole Antille)
- Miagrammopes constrictus Purcell, 1904 — Sudafrica
- Miagrammopes corticeus Simon, 1892 — Venezuela
- Miagrammopes cubanus Banks, 1909 — Cuba
- Miagrammopes extensus Simon, 1889 — India
- Miagrammopes fasciatus Rainbow, 1916 — Queensland
- Miagrammopes ferdinandi O. P.-Cambridge, 1870 — Sri Lanka
- Miagrammopes flavus (Wunderlich, 1976) — Queensland
- Miagrammopes gravelyi Tikader, 1971 — India
- Miagrammopes gulliveri Butler, 1876 — Isola Rodriguez (Isole Mauritius)
- Miagrammopes guttatus Mello-Leitão, 1937 — Brasile
- Miagrammopes indicus Tikader, 1971 — India
- Miagrammopes intempus Chickering, 1968 — Panama
- Miagrammopes kirkeensis Tikader, 1971 — India
- Miagrammopes larundus Chickering, 1968 — Panama
- Miagrammopes latens Bryant, 1936 — Cuba, Hispaniola
- Miagrammopes lehtineni (Wunderlich, 1976) — Queensland
- Miagrammopes licinus Chickering, 1968 — Panama
- Miagrammopes longicaudus O. P.-Cambridge, 1882 — Sudafrica
- Miagrammopes luederwaldti Mello-Leitão, 1925 — Brasile
- Miagrammopes maigsieus Barrion & Litsinger, 1995 — Filippine
- Miagrammopes mexicanus O. P.-Cambridge, 1893 — USA, Messico
- Miagrammopes molitus Chickering, 1968 — Giamaica
- Miagrammopes oblongus Yoshida, 1982 — Taiwan, Giappone
- Miagrammopes oblucus Chickering, 1968 — Giamaica
- Miagrammopes orientalis Bösenberg & Strand, 1906 — Cina, Corea, Taiwan, Giappone
- Miagrammopes paraorientalis Dong, Zhu & Yoshida, 2005 — Cina
- Miagrammopes pinopus Chickering, 1968 — Isole Vergini
- Miagrammopes plumipes Kulczynski, 1911 — Nuova Guinea
- Miagrammopes poonaensis Tikader, 1971 — India
- Miagrammopes raffrayi Simon, 1881 — Isola di Zanzibar (Tanzania), Sudafrica
- Miagrammopes rimosus Simon, 1886 — Thailandia, Vietnam
- Miagrammopes romitii Caporiacco, 1947 — Guyana
- Miagrammopes rubripes Mello-Leitão, 1949 — Brasile
- Miagrammopes scoparius Simon, 1891 — Isola Saint Vincent (Piccole Antille)
- Miagrammopes sexpunctatus Simon, 1906 — India
- Miagrammopes similis Kulczynski, 1908 — Nuova Guinea
- Miagrammopes simus Chamberlin & Ivie, 1936 — Panama
- Miagrammopes singaporensis Kulczynski, 1908 — Singapore
- Miagrammopes spatulatus Dong et al., 2004 — Cina
- Miagrammopes sutherlandi Tikader, 1971 — India
- Miagrammopes thwaitesi O. P.-Cambridge, 1870 — India, Sri Lanka
- Miagrammopes tonatus Chickering, 1968 — Giamaica
- Miagrammopes trailli O. P.-Cambridge, 1882 — Brasile
- Miagrammopes unguliformis Dong et al., 2004 — Cina
- Miagrammopes unipus Chickering, 1968 — Panama
- Miagrammopes viridiventris Strand, 1911 — Isole Kei (Arcipelago delle Molucche)

## Octonoba
Octonoba Opell, 1979
- Octonoba albicola Yoshida, 2012 — Taiwan
- Octonoba ampliata Dong, Zhu & Yoshida, 2005 — Cina
- Octonoba aurita Dong, Zhu & Yoshida, 2005 — Cina
- Octonoba basuensis Hu, 2001 — Cina
- Octonoba biforata Zhu, Sha & Chen, 1989 — Cina
- Octonoba dentata Dong, Zhu & Yoshida, 2005 — Cina
- Octonoba digitata Dong, Zhu & Yoshida, 2005 — Cina
- Octonoba grandiconcava Yoshida, 1981 — Isole Ryukyu (Giappone)
- Octonoba grandiprojecta Yoshida, 1981 — Isole Ryukyu (Giappone)
- Octonoba kentingensis Yoshida, 2012 — Taiwan
- Octonoba lanyuensis Yoshida, 2012 — Taiwan
- Octonoba longshanensis Xie et al., 1997 — Cina
- Octonoba okinawensis Yoshida, 1981 — Isola di Okinawa
- Octonoba paralongshanensis Dong, Zhu & Yoshida, 2005 — Cina
- Octonoba paravarians Dong, Zhu & Yoshida, 2005 — Cina
- Octonoba rimosa Yoshida, 1983 — Isole Ryukyu (Giappone)
- Octonoba senkakuensis Yoshida, 1983 — Giappone
- Octonoba serratula Dong, Zhu & Yoshida, 2005 — Cina
- Octonoba sinensis (Simon, 1880) — Cina, Corea, Giappone, America settentrionale
- Octonoba spinosa Yoshida, 1982 — Taiwan
- Octonoba sybotides (Bösenberg & Strand, 1906) — Cina, Corea, Giappone
- Octonoba taiwanica Yoshida, 1982 — Taiwan
- Octonoba tanakai Yoshida, 1981 — Isole Ryukyu (Giappone)
- Octonoba uncinata Yoshida, 1981 — Isole Ryukyu (Giappone)
- Octonoba varians (Bösenberg & Strand, 1906) — Cina, Corea, Giappone
- Octonoba wanlessi Zhang, Zhu & Song, 2004 — Cina
- Octonoba yaeyamensis Yoshida, 1981 — Isole Ryukyu (Giappone)
- Octonoba yaginumai Yoshida, 1981 — Isola di Okinawa
- Octonoba yesoensis (Saito, 1934) — Russia, dall'Asia centrale al Giappone
- Octonoba yoshidai Tanikawa, 2006 — Giappone

## Orinomana
Orinomana Strand, 1934
- Orinomana ascha Grismado, 2000 — Argentina
- Orinomana bituberculata (Keyserling, 1881) — Ecuador, Perù
- Orinomana galianoae Grismado, 2000 — Argentina
- Orinomana mana Opell, 1979 — Cile

## Philoponella
Philoponella Mello-Leitão, 1917
- Philoponella alata Lin & Li, 2008 — Cina
- Philoponella angolensis (Lessert, 1933) — Costa d'Avorio, Angola
- Philoponella arizonica (Gertsch, 1936) — USA, Messico
- Philoponella bella Opell, 1979 — Colombia
- Philoponella collina (Keyserling, 1883) — Perù
- Philoponella congregabilis (Rainbow, 1916) — Nuovo Galles del Sud
- Philoponella cymbiformis Xie et al., 1997 — Cina
- Philoponella divisa Opell, 1979 — Colombia
- Philoponella duopunctata Faleiro & Santos, 2014 — Brasile
- Philoponella fasciata (Mello-Leitão, 1917) — Brasile, Paraguay, Argentina
- Philoponella fluviidulcifis Faleiro & Santos, 2014 — Brasile
- Philoponella gibberosa (Kulczynski, 1908) — Giava
- Philoponella herediae Opell, 1987 — Costa Rica
- Philoponella hilaris (Simon, 1906) — India
- Philoponella lingulata Dong, Zhu & Yoshida, 2005 — Cina
- Philoponella lunaris (C. L. Koch, 1839) — Brasile
- Philoponella mollis (Thorell, 1895) — Myanmar
- Philoponella nasuta (Thorell, 1895) — Cina, Myanmar
- Philoponella nigromaculata Yoshida, 1992 — Taiwan
- Philoponella opelli Faleiro & Santos, 2014 — Ecuador, Brasile
- Philoponella operosa (Simon, 1896) — Sudafrica
- Philoponella oweni (Chamberlin, 1924) — USA, Messico
- Philoponella pantherina (Keyserling, 1890) — Nuovo Galles del Sud
- Philoponella para Opell, 1979 — Paraguay, Argentina
- Philoponella pisiformis Dong, Zhu & Yoshida, 2005 — Cina
- Philoponella pomelita Grismado, 2004 — Argentina
- Philoponella prominens (Bösenberg & Strand, 1906) — Cina, Corea, Giappone
- Philoponella quadrituberculata (Thorell, 1892) — Giava, Arcipelago delle Molucche (Indonesia)
- Philoponella raffrayi (Simon, 1891) — Giava, Arcipelago delle Molucche (Indonesia)
- Philoponella ramirezi Grismado, 2004 — Brasile
- Philoponella republicana (Simon, 1891) — da Panama alla Bolivia
- Philoponella sabah Yoshida, 1992 — Borneo
- Philoponella semiplumosa (Simon, 1893) — USA, dalle Grandi Antille al Venezuela
- Philoponella signatella (Roewer, 1951) — dal Messico all'Honduras
- Philoponella subvittata Opell, 1981 — Guyana
- Philoponella tingens (Chamberlin & Ivie, 1936) — dalla Costa Rica alla Colombia
- Philoponella truncata (Thorell, 1895) — Myanmar, Giava
- Philoponella variabilis (Keyserling, 1887) — Queensland, Nuovo Galles del Sud
- Philoponella vicina (O. P.-Cambridge, 1899) — dal Messico alla Costa Rica
- Philoponella vittata (Keyserling, 1881) — da Panama al Paraguay
- Philoponella wuyiensis Xie et al., 1997 — Cina

## Polenecia
Polenecia Lehtinen, 1967
- Polenecia producta (Simon, 1873) — dal Mediterraneo all'Azerbaigian

## Purumitra
Purumitra Lehtinen, 1967
- Purumitra australiensis Opell, 1995 — Queensland
- Purumitra grammica (Simon, 1893) — Filippine, Isole Caroline (Micronesia)

## Siratoba
Siratoba Opell, 1979
- Siratoba referens (Muma & Gertsch, 1964) — USA, Messico
- Siratoba sira Opell, 1979 — Messico

## Sybota
Sybota Simon, 1892
- Sybota abdominalis (Nicolet, 1849) — Cile
- Sybota atlantica Grismado, 2001 — Argentina
- Sybota compagnuccii Grismado, 2007 — Argentina
- Sybota mendozae Opell, 1979 — Argentina
- Sybota osornis Opell, 1979 — Cile
- Sybota rana (Mello-Leitão, 1941) — Argentina

## Tangaroa
Tangaroa Lehtinen, 1967
- Tangaroa beattyi Opell, 1983 — Isole Caroline (Micronesia)
- Tangaroa dissimilis (Berland, 1924) — Nuove Ebridi, Nuova Caledonia
- Tangaroa tahitiensis (Berland, 1934) — Isola di Tahiti, Isola di Pasqua

## Uloborus
Uloborus Latreille, 1806
- Uloborus albescens O. P.-Cambridge, 1885 — Yarkand (Cina)
- Uloborus albofasciatus Chrysanthus, 1967 — Nuova Guinea
- Uloborus albolineatus Mello-Leitão, 1941 — Argentina
- Uloborus ater Mello-Leitão, 1917 — Brasile
- Uloborus aureus Vinson, 1863 — Madagascar
- Uloborus barbipes L. Koch, 1872 — Queensland
- Uloborus berlandi Roewer, 1951 — Guinea
- Uloborus biconicus Yin & Hu, 2012 — Cina
- Uloborus bigibbosus Simon, 1905 — India
- Uloborus bispiralis Opell, 1982 — Nuova Guinea
- Uloborus campestratus Simon, 1893 — dagli USA al Venezuela
- Uloborus canescens C. L. Koch, 1844 — Colombia
- Uloborus canus MacLeay, 1827 — Australia
- Uloborus cellarius Yin & Yan, 2012 — Cina
- Uloborus conus Opell, 1982 — Nuova Guinea
- Uloborus crucifaciens Hingston, 1927 — Myanmar
- Uloborus cubicus (Thorell, 1898) — Myanmar
- Uloborus danolius Tikader, 1969 — India, Isole Nicobare
- Uloborus diversus Marx, 1898 — USA, Messico
- Uloborus eberhardi Opell, 1981 — Costa Rica
- Uloborus elongatus Opell, 1982 — Argentina
- Uloborus emarginatus Kulczynski, 1908 — Giava
- Uloborus ferokus Bradoo, 1979 — India
- Uloborus filidentatus Hingston, 1932 — Guyana
- Uloborus filifaciens Hingston, 1927 — Isole Andamane
- Uloborus filinodatus Hingston, 1932 — Guyana
- Uloborus formosanus Yoshida, 2012 — Taiwan
- Uloborus formosus Marx, 1898 — Messico
- Uloborus furunculus Simon, 1906 — India
- Uloborus georgicus Mcheidze, 1997 — Georgia
- Uloborus gilvus (Blackwall, 1870) — Italia, Grecia
- Uloborus glomosus (Walckenaer, 1842) — USA, Canada
- Uloborus guangxiensis Zhu, Sha & Chen, 1989 — Cina
- Uloborus humeralis Hasselt, 1882 — Myanmar, Sumatra, Giava
  - Uloborus humeralis marginatus Kulczynski, 1908 — Giava
- Uloborus inaequalis Kulczynski, 1908 — Nuova Guinea
- Uloborus jabalpurensis Bhandari & Gajbe, 2001 — India
- Uloborus jarrei Berland & Millot, 1940 — Guinea
- Uloborus kerevatensis Opell, 1991 — Nuova Guinea
- Uloborus khasiensis Tikader, 1969 — India
- Uloborus krishnae Tikader, 1970 — India, Isole Nicobare
- Uloborus leucosagma Thorell, 1895 — Myanmar
- Uloborus limbatus Thorell, 1895 — Myanmar
- Uloborus llastay Grismado, 2002 — Argentina
- Uloborus lugubris (Thorell, 1895) — Myanmar
- Uloborus metae Opell, 1981 — Colombia
- Uloborus minutus Mello-Leitão, 1915 — Brasile
- Uloborus modestus Thorell, 1891 — Isole Nicobare
- Uloborus montifer Marples, 1955 — Isole Samoa
- Uloborus niger Mello-Leitão, 1917 — Brasile
- Uloborus oculatus Kulczynski, 1908 — Singapore
- Uloborus parvulus Schmidt, 1976 — Isole Canarie
- Uloborus penicillatoides Xie et al., 1997 — Cina
- Uloborus pictus Thorell, 1898 — Myanmar
- Uloborus pinnipes Thorell, 1877 — Celebes (Indonesia)
- Uloborus planipedius Simon, 1896 — Africa orientale e meridionale
- Uloborus plumipes Lucas, 1846 — Vecchio Mondo
  - Uloborus plumipes javanus Kulczynski, 1908 — Giava
- Uloborus plumosus Schmidt, 1956 — Guinea
- Uloborus pseudacanthus Franganillo, 1910 — Portogallo
- Uloborus pteropus (Thorell, 1887) — Myanmar
- Uloborus rufus Schmidt & Krause, 1995 — Isole Capo Verde
- Uloborus scutifaciens Hingston, 1927 — Myanmar
- Uloborus segregatus Gertsch, 1936 — dagli USA alla Colombia
- Uloborus sexfasciatus Simon, 1893 — Filippine
- Uloborus spelaeus Bristowe, 1952 — Malaysia
- Uloborus strandi (Caporiacco, 1940) — Etiopia
- Uloborus tenuissimus L. Koch, 1872 — Isole Samoa
- Uloborus tetramaculatus Mello-Leitão, 1940 — Brasile
- Uloborus trifasciatus Thorell, 1890 — Isole della Sonda (Indonesia)
- Uloborus trilineatus Keyserling, 1883 — dal Messico al Paraguay
- Uloborus umboniger Kulczynski, 1908 — Sri Lanka
- Uloborus undulatus Thorell, 1878 — da Giava alla Nuova Guinea
  - Uloborus undulatus indicus Kulczynski, 1908 — Malaysia
  - Uloborus undulatus obscurior Kulczynski, 1908 — Nuova Guinea
  - Uloborus undulatus pallidior Kulczynski, 1908 — da Giava alla Nuova Guinea
- Uloborus vanillarum Vinson, 1863 — Madagascar
- Uloborus velutinus Butler, 1882 — Madagascar
- Uloborus villosus Keyserling, 1881 — Colombia
- Uloborus viridimicans Simon, 1893 — Filippine
- Uloborus walckenaerius Latreille, 1806 — Regione paleartica

## Waitkera
Waitkera Opell, 1979
- Waitkera waitakerensis (Chamberlain, 1946) — Nuova Zelanda

## Zosis
Zosis Walckenaer, 1842
- Zosis costalimae (Mello-Leitão, 1917) — Brasile
- Zosis geniculata (Olivier, 1789) — zona intertropicale
  - Zosis geniculata altissima (Franganillo, 1926) — Cuba
  - Zosis geniculata fusca (Caporiacco, 1948) — Guyana
  - Zosis geniculata humilis (Franganillo, 1926) — Cuba
  - Zosis geniculata quadripunctata (Franganillo, 1926) — Cuba
  - Zosis geniculata similis (Franganillo, 1926) — Cuba
  - Zosis geniculata timorensis (Schenkel, 1944) — Isola di Timor (Indonesia)
- Zosis peruana (Keyserling, 1881) — dalla Colombia all'Argentina